# Østre Omfartsvej (Varde)
 For alternative betydninger, se Østre Omfartsvej. (Se også artikler, som begynder med Østre Omfartsvej)
 Østre Omfartsvej  er en 2 sporet motortrafikvej der går uden om byen Varde. Vejen er en del af primærrute 11 og primærrute 12.
Vejen starter i Esbjergvej og føres mod nord. Vejen passere Gellerup Plantagevej i et tilslutningsanlæg med frakørsel til Grindsted og Starup. Derfra føres vejen videre og passere to rastepladser der ligger på begge sider af motortrafikvejen, rastepladserne har toiletter og kort faciliteter samt et spisested. Derefter passere vejen Varde Å på en dalbro, og jernbanen mellem Esbjerg og Holstebro samt et tilslutningsanlægget ved Lundvej, hvor der er frakørsel til Herning, Ølgod, Nr. Nebel og Blåvand. Motortrafikvejen ender i Ringkøbingvej nord for Varde, og forsætter derfra som almindelig hovedlandevej op til Holstebro.
| Trafik | Spire Denne trafikartikel er en spire som bør udbygges. Du er velkommen til at hjælpe Wikipedia ved at udvide den. |

55°37′46″N 8°30′56″Ø / 55.6294°N 8.5156°Ø